# حاکم شیائو چین
حاکم شیائو از چین (به چینی: 秦孝公؛ ۳۸۱–۳۳۸ پ. م)، زاده با نام چولیانگ (به چینی: 渠梁)؛ فرمانروای چین از ۳۶۱ پ. م تا ۲۳۸ پ. م در دوره ایالت‌های جنگ‌طلب بود. حاکم شیائو بیشتر به دلیل به‌کارگیری دولتمرد قانون‌گرا شانگ یانگ از ایالت وی (衛)، و اجازه دادن به او برای انجام یک سری اصلاحات سیاسی، نظامی و اقتصادی پیشگامانه در چین مشهور است. اگرچه اصلاحات بحث‌برانگیز بود و مخالفت شدید بسیاری از سیاستمداران چین را به همراه داشت، حاکم شیائو به‌طور کامل از شانگ یانگ حمایت کرد و این اصلاحات چین را به یک ابرقدرت مسلط در میان هفت ایالت جنگ‌طلب تبدیل کرد.

## زندگی
حاکم شیائو در سال ۳۶۱ پ. م، در ۲۱ سالگی به سلطنت رسید و جانشین پدرش حاکم شیان شد. حاکم شیائو مصمم بود که ایالت چین را به شکوه سابق خود در دوران سلطنت جدش، حاکم مو، به عنوان یکی از پنج ایالت رهبر بازگرداند. از این رو، حاکم شیائو در اعلامیه ای، از مردان با استعداد برای کمک به او در تقویت چین دعوت کرد و در ازای خدمات آن‌ها وعده مناصب و زمین‌های عالی را داد. وی یانگ (که بعدها به نام شانگ یانگ شناخته شد)، محققی از مکتب قانون‌گرایی، درخواست حاکم را پذیرفت زیرا او در تلاش برای شروع کار خود در ایالت‌های دیگر ناموفق بود.
وی یانگ توسط جینگ جیان به حاکم شیائو معرفی شد و دو دیدار با حاکم داشت و در طی آن‌ها ایده‌هایی در مورد حکومت بر اساس اصول کنفوسیوس‌گرایی، تائوئیسم و سایر مکاتب فکری ارائه کرد، اما حاکم تحت تأثیر قرار نگرفت. در دیدار سوم، وی ایده‌های خود را در مورد حکومت سخت‌گیر، بر اساس ایده‌های قانون‌گرایی مطرح کرد که توجه حاکم به آن جلب شد. حاکم شیائو و وی یانگ، سه شبانه‌روز با هم گفتگو کردند و پس از آن برنامه‌هایی برای اصلاحات تهیه کردند. این طرح‌ها در سال ۳۶۳ پ. م اجرا شد، ولی چندین سیاستمدار چین به شدت به اصلاحات اعتراض کردند. با این حال، حاکم شیائو به‌طور کامل از وی یانگ حمایت کرد و اطمینان داد که اصلاحات طبق برنامه اجرا می‌شود.
این اصلاحات باعث ایجاد تغییرات اساسی در ایالت چین شد و آن را به یک ایالت سختگیر و کنترلگر نظامی تبدیل کرد که با استفاده از قوانین سخت و خرد کننده اداره می‌شد. کشاورزی از طریق کوچاندن اجباری به مناطق جدید گسترش یافت، و شهروندان بر اساس دستاوردهای نظامی یا کشاورزی خود پاداش داده می‌شدند یا مجازات می‌شدند.
در سال ۳۶۶ پ. م، ارتش چین در نبرد شیمن، نیروهای متحد از ایالت‌های هان و وی را شکست داد. سربازان و فرماندهان چین بر اساس تعداد سرهای دشمن که در طول نبرد جمع‌آوری می‌کردند به درجات بالاتر ارتقاء می‌یافتند. ایالت چین برای تصاحب زمین‌های ایالت وی کوشید ولی با دخالت ایالت ژائو موفق نشد؛ وی به شدت با این شکست‌ها تضعیف شد.

## میراث
حاکم شیائو ۲۴ سال بر چین حکومت کرد و در ۴۴ سالگی در سال ۳۳۸ پ. م درگذشت. پس از او پسرش پادشاه هوی‌ون چین، جانشین او شد. پس از مرگ به حاکم شیائو نام پسامرگ «شیائو» به معنای «فرزند خلف» داده شد. اصلاحاتی که در طول سلطنت او انجام شد به ایجاد یک پایه محکم برای اتحاد نهایی کشور چین توسط ایالت چین، تحت رهبری نواده حاکم شیائو، ژنگ (چین شی هوآنگ: نخستین امپراتور چین) کمک کرد.
حاکم شیائو همچنین آخرین فرمانروای چین بود که او را «حاکم» (به چینی: 公؛ پین‌یین: gōng) خطاب می‌کردند، زیرا جانشینان او خود را «پادشاه» (به چینی: 王؛ پین‌یین: wáng) می‌نامیدند.

## خانواده
همسران:
- بانویی از هان؛ مادر شاهزاده جی

پسران
- ولیعهد سی (۳۵۶–۳۱۱ پ. م؛ 太子駟)؛ پادشاه هوی‌ون از ۳۳۸ تا ۳۱۱ پیش از میلاد
- شاهزاده جی (مرگ ۳۰۰ پ. م؛ 公子疾)؛ شناخته شده با ارباب چولی (樗裡子) و لرد یان (嚴君)؛ صدراعظم چین از ۳۰۶ تا ۳۱۰ پیش از میلاد
- شاهزاده هوآ (公子華)